# Arrondissement du comté de Bentheim
L'arrondissement du comté de Bentheim  est un arrondissement  ("Landkreis" en allemand) de Basse-Saxe  (Allemagne).
Son chef-lieu est Nordhorn.

## Villes, communes et communautés d'administration
(nombre d'habitants le 30 juin 2006)
Einheitsgemeinden
1. Bad Bentheim, ville (15 554)
2. Nordhorn, ville, commune autonome (53 159)
3. Wietmarschen (11 038)

Samtgemeinden
1. Samtgemeinde Emlichheim (14 149)
2. Samtgemeinde Neuenhaus (13 840)
3. Samtgemeinde Schüttorf (15 589)
4. Samtgemeinde Uelsen (11 303)

Communes membres des Samtgemeinden
* Siège de la Samtgemeinde
| Samtgemeinde Emlichheim 1. Emlichheim * (6 788) 2. Hoogstede (2 859) 3. Laar (2 184) 4. Ringe (2 170) Samtgemeinde Neuenhaus 1. Esche (578) 2. Georgsdorf (1 356) 3. Lage (1 020) 4. Neuenhaus, ville * (9 685) 5. Osterwald (1 167) | Samtgemeinde Schüttorf 1. Engden (458) 2. Isterberg (615) 3. Ohne (593) 4. Quendorf (576) 5. Samern (703) 6. Schüttorf, ville * (12 342) Samtgemeinde Uelsen 1. Getelo (673) 2. Gölenkamp (643) 3. Halle (654) 4. Itterbeck (1 799) 5. Uelsen * (5 211) 6. Wielen (614) 7. Wilsum (1 632) |

## Politique
Liste der administrateurs de l'arrondissement, :
| Nom                                  | De   | À    |
| ------------------------------------ | ---- | ---- |
| Franz Deym von Stritez               | 1885 | 1886 |
| Friedrich Georg von Wedekind (de)    | 1886 | 1886 |
| Hermann Kriege                       | 1886 | 1920 |
| Richard Böninger (de)                | 1920 | 1931 |
| Gerhard Scheffler (de)               | 1931 | 1933 |
| Walter Kallabis                      | 1933 | 1933 |
| Otto Karl Niemeyer (de)              | 1933 | 1935 |
| Hans Hermann Rosenhagen (de) (NSDAP) | 1935 | 1938 |
| Hans Blendermann (de)                | 1938 | 1938 |
| Franz Mückley                        | 1938 | 1945 |
| Paul Wege (de)                       | 1942 | 1944 |
| Fritz Zander (de)                    | 1944 | 1945 |
| Ernst Wallhöfer (de)                 | 1945 | 1945 |
| Rudolf Beckmann (de) (CDU)           | 1945 | 1949 |
| Franz Scheurmann (de)                | 1949 | 1951 |
| Richard Zahn (de) (CDU)              | 1951 | 1968 |
| Wilhelm Buddenberg (de) (CDU)        | 1968 | 1971 |
| Wilhelm Horstmeyer (CDU)             | 1971 | 1976 |
| Hermann Maatmann (de) (CDU)          | 1976 | 1986 |
| Dietrich Somberg                     | 1986 | 1991 |
| Nonno de Vries (SPD)                 | 1991 | 1996 |
| Paul Ricken (CDU)                    | 1996 | 2004 |
| Friedrich Kethorn (de) (CDU)         | 2005 | 2019 |
| Uwe Fietzek (sans étiquette)         | 2019 |      |